# Lygropia holoxanthalis
Lygropia holoxanthalis là một loài bướm đêm trong họ Crambidae.